# 최요삼
최요삼(1973년 11월 10일 ~ 2008년 1월 3일)은 대한민국의 권투 선수이다.

## 생애
최요삼은 전라북도 정읍군에서 태어났으며, 권투는 중학교 2학년이었던 1987년에 시작하였다. 이후 용산철도고등학교를 졸업하고, 1993년에 프로 권투 선수로 데뷔하였다. 1994년 라이트 플라이급 신인상을 수상하였고, 1995년 한국챔피언 1996년 라이트 플라이급 동양챔피언 타이틀을 일본 오사카에서  획득하였고 1999년에는 WBC 라이트 플라이급 세계 챔피언 타이틀을 획득하였다. 2004년에 WBA 플라이급 타이틀 도전에 실패한 후 은퇴를 선언하였다가 2007년에 재기하였다. 2007년 9월에 WBO 플라이급 인터콘티넨탈 챔피언에 등극하였고 같은 해 12월 25일 1차 방어에 성공하였다. 하지만 1차 방어전 경기 도중 갑자기 뇌출혈로 쓰러져 병원으로 옮겨졌고 9일 후인 2008년 1월 3일에 뇌사 판정을 받고 장기 기증으로 새로운 생명을 주고 향년 34세의 꽃다운 나이에 세상을 떠났다.

## 약력
- 1993년 프로복싱 데뷔.
- 1994년 라이트 플라이급 신인상.
- 1995년 라이트 플라이급 한국챔피언
- 1996년 12월 3일 라이트 플라이급 동양챔피언.
- 1999년 10월 17일 세계복싱평의회(WBC) 라이트 플라이급 챔피언(3차 방어).
- 2002년 7월 6일 세계복싱평의회(WBC) 라이트 플라이급 타이틀 4차 방어 실패.
- 2003년 11월 15일 세계복싱평의회(WBC) 플라이급 잠정 타이틀 도전 실패.
- 2004년 9월 9일 세계복싱협회(WBA) 플라이급 타이틀 도전 실패.
- 2007년 5월 24일 이노디벨롭스배 WBO 세계타이틀매치 전초전 승리.
- 2007년 9월 16일 세계복싱기구(WBO) 플라이급 인터콘티넨탈 챔피언.
- 2007년 12월 25일 세계복싱기구(WBO) 플라이급 인터콘티넨탈 타이틀 1차 방어 성공.
- 2008년 1월 3일 향년 35세의 꽃다운 나이에 사망.
- 2008년 1월 4일 체육훈장 백마장(4등급) 추서.

## 사망
2007년 12월 25일 서울특별시 광진구 광장동 광진구민 체육센터에서 열린 세계복싱기구(WBO) 플라이급 인터콘티넨탈 타이틀 1차 방어전 최종 12라운드에서 도전자 헤리 아몰(Heri Amol, 인도네시아)에게 오른손 스트레이트에 턱을 맞고 갑작스런 뇌출혈로 쓰러진 뒤 일어섰으나, 판정승이 선언된 뒤 다시 정신을 잃고 말았다. 병원으로 후송 후 뇌사 판정을 받고 2008년 1월 3일에 사망 후 가족의 동의를 얻은 뒤에 각막 2개 신장 2개 심장으로 6명에게 장기를 기증했다. 향년 35세. 병원으로 후송된 직후 일기가 공개됐다.2008년 2월 20일 유골이 안치돼있는 경기도 안성시 유토피아추모관에서 49재가 치러졌다.

2009년 1월에 발매된 힙합 그룹 리쌍의 앨범 백아절현에 수록된 <챔피언>이라는 곡은 최요삼 선수를 추모하기 위해 만들어진 노래이다. 
| “ | 2008년 1월 3일, 조금만 더 버텨주길, 오늘만 지나면 괜찮아지길 바랬던 내 소중한 한 사람이 하늘나라로 떠났을 때 흐르는 눈물은 마치 변명같았지. 돌처럼 강했던 사람, 파도처럼 거침없었던 사람, 살아가는 매순간이 도전이었던 사람, 내일을 위해 오늘을 바치던 터져 나오는 피를 삼키며 마지막까지 싸워준 내 마음 속 영원한 챔피언, 때론 술에 취해 "아우야 사랑한다. 변치 말자. 형은 이대로 죽지 않는다." 말했던 그 목소린, 마지막 종소리에 모조리 다 추억이 되고, 힘들 때 지켜주지 못한 지난 시간이 후회가 돼. 자신의 몸마저 다 주고 떠난 하루하루를 멋지게 살다 아름다운 세상을 보여주고 떠난 내 소중한 사람아, 이젠 제발 편히 살아. | ” |
|   | — 리쌍의 노래 <챔피언> 가사 中 |   |

 이 곡은 리쌍의 앨범 백아절현의 타이틀 곡으로 실렸다.

## 같이 보기
- 김득구
- 뇌사
- 리쌍
  - 백아절현